# Ясінська Людмила Михайлівна
Людми́ла Ми́хайлівна Ясі́нська (6 липня 1984, Львів) — українська співачка, композитор та телеведуча. Фіналістка телепроєкту «Американський шанс» — реаліті шоу, що відбувалось в Голівуді. Учасниця телепроєкту «Шанс». Організатор та ведуча конкурсу краси у форматі реаліті шоу «Міс Галичина 2011».

## Біографія
Народилась 6 липня 1984 року у Львові. Закінчила Львівську середню школу № 25. Учасниця вокально-інструментального ансамблю «Вишиванка».
Людмила отримала п'ять вищих освіт: Українська академія друкарства, факультет комп'ютеризовані технології, паралельно закінчила факультет економіки та комп'ютерну академію ШАГ, Львівський державний Університет фізичної культури, факультет Олімпійський спорт та Львівський державний університет ім. Івана Франка, факультет юридичний.
Протягом 3-ох років викладала нарисну геометрію та інформатику у Львівському державному університеті безпеки життєдіяльності.
Зараз навчається в Тель-Авівському університеті, вивчаючи іврит.
Учасниця та лауреат багатьох конкурсів, фестивалів показів.

Людмила є також композитором деяких власних пісень, в тому числі пісні «Шури-мури», яка на церемонії нагородження «Людина року. Золотий Лев» стала «Піснею року — 2010».
Телеведуча кулінарної програми «Смак мандрів» та «Ранковий Фреш»

Організатор та ведуча Конкурсу краси у форматі реаліті-шоу « Міс Галичина — 2011».

Ясінська у програмі Смак Мандрів

Людмила Ясінська та Тімур Мірошніченко на фіналі Міс Галичина 2011

За час перебування у Голлівуді під час зйомок телепроєкту «Американський шанс», Людмила також зустрічалася та працювала з відомим R'n'B виконавцем Брайаном МакНайтом, легендарним Стіві Вандером, менеджером Селін Діон, хореграфом Брітні Спірс і Мадонни, актором Еріком Робертсом, спортсменом Денісом Родменом та ін.
Також творчістю Людмили зацікавився продюсер David Junk (Девід Джанк), колишній віце-президент східного підрозділу Universal Music Group
Після завершення проєкту протягом року співпрацювала з представництвом компанії Universal в Україні.

## Особисте життя
9 жовтня 2011 року Львові вийшла заміж за Ізраїльського кінопродюсера, власника продюсерської компанії Praxis — Рамі Дамрі. 25 жовтня відбулось весілля на батьківщині Рамі — в Ізраїлі. Зараз подружжя проживає біля Тель-Авіву та виховують доньку Мілі-Людмилу.

## Освіта
1. Українська академія друкарства, факультет компютеризовані технології
2. Українська академія друкарства факультет економіки
3. Комп'ютерна академія ШАГ
4. Львівський державний Університет фізичної культури, факультет Олімпійський спорт
5. Львівський державний університет ім. Івана Франка, факультет юридичний

## Творчість

### Альбоми
- Тобі

У 2010 році відбулась презентація дебютного альбому «Тобі». В альбом ввійшло 11 пісень різноманітних за стилістикою: від романтичних українських, таких як «Тобі», «Для мене ти», до запальних латино-американських композицій, як «Dancing with me», «Muchachos» тощо. В їх числі і пісня Shake your body, яка виконувалась на Голівудському бульварі в проєкті «Американський шанс». Також збірка містить бонус-трек «Шури-мури» записаний в дуеті з Вовою зі Львова.

- Трек-лист:

1. Тобі
2. Я сумую
3. Для мене ти
4. Танцюй
5. Promises
6. Muchachos
7. Folk spain
8. Shake your body
9. Dancing with me
10. Тобі (latino remix)
11. Шури-Мури

### Пісні (сингли)
- Тобі
- Шури-мури (feat. VovaZIL'Vova)
- Для мене ти
- Трилер
- Танго
- Позитив
- Я сумую
- З новим шоком
- Keep it up

1 липня 2012 р, в день фінального матчу «Євро 2012» Ясінська виступала на закритті головної львівської фан-зони біля Львівської Опери.
Зараз музичним продюсером Людмили є ізраїльський композитор та аранжувальник, Асі Таль, знаний із роботи з Мадонною.

## Відео
- Тобі (2009)
- Шури-Мури (feat. VovaZIL'Vova) (2010) 

- Новорічні перегони (2011)
- Keep It Up (live, 2012)
- «Wedding Day»(2012)

## Галерея

Ясінська на фіналі Міс Галичина 2011
Людмила Ясінська для Lviv Wedding Day